# مهدي كاظم
مهدي كاظم (مواليد 1 يوليو 1967) هو لاعب كرة قدم عراقي سابق كان يشغل مركز الوسط. لعب لصالح منتخب العراق في تصفيات كأس العالم 1994. مثل الفريق الوطني بين عامي 1992 و1993.
لعب مهدي مباراتين مع منتخب العراق وسجل هدفًا في تصفيات كأس العالم 1994 ضد اليمن.

## إحصائيات المهنة

### الأهداف الدولية
| ت  | التاريخ       | المكان           | الخصم   | النتيجة | المسابقة               |
| -- | ------------- | ---------------- | ------- | ------- | ---------------------- |
| 1. | 18 أغسطس 1992 | ستاد الحسن، اربد | إثيوبيا | 13-0    | بطولة الأردن 1992      |
| 2. | 26 مايو 1993  | ستاد الحسن، اربد | اليمن   | 6-1     | تصفيات كأس العالم 1994 |